# Aplocheilus blockii
Aplocheilus blockii és una espècie de peix de la família dels aploquèilids i de l'ordre dels ciprinodontiformes.

## Morfologia
Els mascles poden assolir els 6 cm de longitud total.

## Distribució geogràfica
Es troba a Àsia: Índia, Pakistan i Sri Lanka.